# 研究用原子炉
研究用原子炉または研究炉（けんきゅうろ、英語: Research reactor）は、放射線を利用した実験・研究や、原子炉自体の開発を目的とする原子炉である。発電用原子炉（発電炉）とは異なり、核分裂反応に伴って発生する熱エネルギーは利用されない。

## 分類
利用目的によって、材料試験炉（Materials Testing Reactor ; MTR）、教育訓練炉、ビーム炉（Beam Reactor）、ラジオアイソトープ生産炉などに分類される。

### 材料試験炉
材料試験炉とは中性子線を様々な照射条件で照射することが出来るように設計された研究炉である。原子炉の燃料や構成材料を加速試験する等を行うことから、『原子炉を作るための原子炉』と呼ばれている。
高密度の中性子線を発生させることから、放射性同位体の作成にも使われている。
主な材料試験炉として、以下のものがある。
- アイダホ国立研究所(ATR)
- オークリッジ国立研究所(en:HFIR)
- オランダのペタン (HFR)
- フランスのカダラッシュ(en:Jules Horowitz Reactor) 、グルノーブル(HFR)
- ノルウェーのハルデン  (HBWR)
- 韓国の大田 (HANARO)
- オーストラリアのOPAL炉
- 日本では大洗町にJMTRという原子炉がある。JMTRは熱出力 50 MWのスイミングプール タンク型原子炉で、反射体としてベリリウムとアルミニウムを使用している。4 × 1018 / m2・sの熱中性子および高速中性子の中性子束を作ることが可能である。

### 教育訓練炉
アルゴノート炉、TRIGAなど。

### ビーム炉
ビーム炉とは、中性子を原子炉外へ取り出して利用する研究炉である。JRR-3M、京都大学研究用原子炉(KUR)などがある。

### ラジオアイソトープ生産炉
ほとんどの研究炉でラジオアイソトープ（放射性同位体）の生産が行われており、専用のものはほとんどない。

### 臨界実験装置
臨界実験装置（りんかいじっけんそうち、critical assembly）とは、研究用原子炉の内で、炉心の核特性を実験するために組み換えが容易に可能であるように作られているものを指す。臨界集合体とも言う。
核原料物質、核燃料物質及び原子炉の規制に関する法律（原子炉等規制法）施行令第十七条において、「炉心構造を容易に変更することができる試験研究用等原子炉であつて、核燃料物質の臨界量等当該試験研究用等原子炉の核特性を測定する用に専ら供するものをいう。」と定義され、原子炉等規制法第三十条の運転計画を作成し、届出をする必要が無いものとされている。
原子炉の設計を行うに当たって、炉心部と同様に核燃料、冷却材や減速材を配置して計算で求められた中性子束の密度などが予想通りかを調べるために用いられる。
一般に、出力は小さく、放射化も小さいので、遮蔽も無く手で炉心を組み替えたり、計器を設置することができる。
日本には
- KUCA 京都大学複合原子力科学研究所
- NCA 東芝
- FCA 日本原子力研究開発機構
- TCA  日本原子力研究開発機構
- STACY 日本原子力研究開発機構 (NUCEF)
- TRACY  日本原子力研究開発機構 (NUCEF)

等がある。